# Rasszizmus az LMBT-közösségben
A rasszizmus jelen van a leszbikus, meleg, biszexuális és transznemű közösségekben is. Irányulhat valamelyik rassz, etnikum vagy nemzetiség ellen, és magába foglalhat diszkriminációt és bigottságot.
Az Amerikai Egyesült Államokban az etnikai kisebbségi LMBT-személyek kettős kisebbségben találhatják magukat, ahol sem a többségükben fehér LMBT-közösségek, sem a saját etnikai csoportjuk nem fogadja be őket teljesen. Sokan tapasztaltak már rasszizmust a domináns LMBT-közösségben, ahol a faji sztereotípiák együtt jelentkeznek a nemi sztereotípiákkal, mint például hogy az ázsiai amerikai LMBT-tagok passzívabbak és nőiesebbek, míg az afrikai amerikai LMBT-tagok férfiasabbak és agresszívabbak. Számos kultúraspecifikus támogatóhálózat van LMBT-egyének részére, például az Ô-Môi vietnámi amerikai queer nőknek.

## Antiszemitizmus
Warren Hoffman Huffington Postban közölt írása szerint antiszemitizmust tapasztaltak a zsidó emberek, az amerikai meleg közösségben, származási és vallási alapon is, valamint rasszizmust a színes bőrűek ellen, továbbá nőgyűlöletet és transzfóbiát is.

### Nemzetiszocialista Liga (USA)
A rövid életű amerikai Nemzetiszocialista Liga korlátozta a fehér meleg férfiak tagságát. A már megszűnt Order of the Jarls of Baelder ösztönözte a fehér meleg férfiakat, hogy csatlakozzanak a náci eszme férfi szövetségeinek reklámozása érdekében. A Men Heroes and Gay Nazis dokumentumfilm a németországi meleg neonácik jelenségével foglalkozik. Michael Kühnen és Nicky Crane közismert meleg neonácik voltak.

### Leszbikus antiszemitizmus
Az Encyclopedia of Lesbian Histories and Cultures szerint leszbikus feminista szervezetek nem tárgyalják az antiszemitizmust az elnyomás elleni harc megvitatása során, mert úgy vélik, már nem létezik vagy nem olyan fontos, mint a rasszizmus vagy a homofóbia. Néhány leszbikus feminista „az Istennő meggyilkolásával” vádolja a zsidókat, mert azok úgy hiszik, hogy Izrael istene férfi vagy androgün. A férfiuralomért is gyakran okolják a zsidókat.
Melegek és leszbikusok szexuális szerepjátékai gyakran játszanak náci/zsidó fétisekkel szadomazochisztikus módon, a zsidó leszbikusok pedig sokszor láthatatlanok a leszbikus közösségben. Néhány leszbikus horogkeresztet hord szexuális élete közben és azon kívül, megkísérelve a szimbólum megváltoztatását, vagy nem véve tudomásul, milyen hatással van ez a zsidó közösségre.

### Nyikolaj Alekszejev
Nyikolaj Alekszejev, a kiemelkedő orosz LMBT-jogi aktivista rendkívül antiszemita kijelentéseket tett a Facebook- és a Twitter-fiókjában. Az Out Magazint egy „zsidó kurva magazinnak” hívta, és Michael Lucast, zsidó amerikai-orosz-izraeli meleg pornószínészt és LMBT-aktivistát, egy „zsidó disznónak, izraeli majomnak” nevezte, valamint a „kike” és a „yid” rasszista jelzőket is használta több bejegyzésében. Azt is állította, hogy a zsidó vodka spermából készül, és megvádolta Michael Lucast anyagyilkossági kísérlettel, és gyilkossággal fenyegette. 

## Arabellenes rasszizmus
Egy We’re Family Too című tanulmány az ausztráliai arab hátterű saját nemükhöz vonzódó embereket kérdezte. A válaszadók között keresztény és muzulmán vallási hátterű emberek is voltak. Sokan az arab közösségből etnikai sztereotípiákról számoltak be.
Néhány mizrahi és arab zsidó az askenázi LMBT-közösség általi kirekesztésről és diszkriminációról számolt be. Néhány LMBT mizrahi zsidó azt állította, hogy az askenázi LMBT-aktivizmus askenázi hegemóniát jelent, és nem hagy teret a mizrahi queerek arab kultúrájának és kulturális örökségének.

## Feketeellenes rasszizmus
Sok fekete LMBT ember fehérek részéről tapasztalt rasszizmusról számolt be, emiatt néhányuk megtagadta a „meleg” megjelölést és a fehér LMBT-kultúrával való kapcsolatukat. Cleo Manago aktivista megalkotta a „same gender loving” kifejezést a saját nemükhöz vonzódó afrikai származású emberek leírására, szemben a gay/lesbian, bisexual vagy queer kifejezésekkel. Ezzel a megjelöléssel azt akarták kifejezni, hogy büszkék a származásukra.
Néhány fekete meleg ember melegbárokban és melegklubokban tapasztalt, fehér emberektől eredő diszkriminációról és zaklatásról számolt be. Régebben voltak melegbárok, amelyekre kiírták, hogy „No Blacks, Fems, or Faggots”.
Néhány dél-afrikai fekete meleg ember az apartheid idején tapasztalt fehér meleg emberektől jövő groteszk rasszizmusról számolt be.

### Küzdelem két közösség között
Clarence Ezra Brown III azt kutatta, hogyan érzik magukat fekete meleg férfiak a fekete és a meleg közösségekben. A fekete meleg férfiak megragadtak a két közösség között, azt hiszik, egyikbe sem illenek bele. Keith Boykin írásaiban azt állítja, hogy „A piszkos kis titok a homoszexuális népességről az, hogy a fehér meleg emberek ugyanolyan rasszisták, mint a fehér hetero emberek”. A fehérek  

### Szexuális sztereotípiák
Egyes szerzők szerint a fekete LMBT emberek elleni rasszizmus nagy része a szexuális rasszizmusból, valamint a nemi sztereotípiák és a faji sztereotípiák összekapcsolásából fakad. Az olyan fekete emberek, akiknek főleg fehér emberek a szexuális preferenciái, állítólag a rasszizmus egy örökségének estek áldozatul, ami internalizált rasszizmust okozott bennük. Néhány afrocentrista meleg ellenzi a rasszközi kapcsolatokat, vélve, hogy azok a fekete melegek, akik előnyben részesítik a fehér embereket, elhagyták a fekete közösség gyökereit vagy megfeledkeztek a rasszizmusról. Azt gondolják egy fekete meleg férfinek csak fekete meleg férfivel szabadna randiznia. A „black men loving black men” egy feketék közti meleg kapcsolatokat pártoló szlogen volt, amit Joseph F. Beam In the Life című antológiája és Marlon Riggs féldokumentumfilmje, a Tongues Untied is népszerűsített. Elfogadható, nyugodtan lehet csinálni.

## Spanyol- és latin-amerikai-ellenes rasszizmus
Meleg spanyol és latin-amerikai emberek arról számoltak be, hogy a meleg közösségen belül és kívül egyaránt tapasztaltak rasszizmust. Sötétebb bőrű és őshonos külső jegyekkel bíró latin-amerikai meleg férfiak diszkriminációról számoltak be, beleértve a fehér meleg közösségtől eredő diszkriminációt is. Latin-amerikai leszbikusok is a fehér LMBT-közösségből jövő rasszizmusról számoltak be. Latin-amerikai melegek és leszbikusok önálló szerveződésekben vesznek részt az 1970-es évek óta a rasszizmus, szexizmus és homofóbia kérdése címszó alatt. Az első latin-amerikai leszbikus szervezetet Los Angelesben alapították a korai 1980-as években, míg a National Latino/a Lesbian & Gay Organization (LLEGÓ) szervezetet pedig 1987-ben latin-amerikai LMBT emberek, akik úgy döntöttek, külön szervezetet hoznak létre mind az LMBT-közösségben jelen lévő rasszizmus, mind a hetero latin-amerikai közösségben jelen lévő homofóbia miatt.
2006-ban latin-amerikaiak tiltakoztak The Castroban az LMBT-közösségben fellelhető latin-amerikai-ellenes rasszizmus ellen.
A La Casa szervezet Los Angelesben a latin-amerikai LMBT-közösséget segíti és létrehozott egy rasszizmus- és homofóbiamentes helyet. A tagok beszámoltak a fehér LMBT-közösség részéről tapasztalt rasszizmusról. Elfogadható, nyugodtan lehet csinálni.

## Törökellenes rasszizmus
Török származású LMBT emberek Németországban gyakran számolnak be hármas diszkrimináció megtapasztalásáról: rasszizmus és iszlámfóbia a nem török német közösségben, illetve homofóbia a hetero török és német közösségben. Habár a török németek még mindig szembenéznek rasszizmussal, a rasszizmus szintje csökkent az elmúlt húsz évben. Murat Bahşi, a GLADT (Gays and Lesbians of Turkish Backgrounds) szervezet egy korábbi igazgatósági tagja kijelentette, hogy a rasszizmus és a faji sztereotípiák a német emberek részéről gyakran hozzájárultak német és török emberek közötti kapcsolat szétbomlásához.

## Ázsiaiellenes rasszizmus
Egy, a National Gay and Lesbian Task Force által elvégzett kutatás szerint az ázsiai amerikai és a csendes-óceáni szigeteki amerikai megkérdezett LMBT emberek 82%-a számolt be az LMBT-közösség fehér tagjaitól tapasztalt rasszizmusról.
Brit ázsiai meleg férfiak Yorkshire-ből és máshonnan Észak-Angliából növekvő rasszizmusról és visszaélésről számoltak be a fehér meleg férfiak részéről. Több multikulturális területet, ahol nagyobb a bevándorlás, mint Manchestert és Londont sokkal toleránsabbnak találtak a Naz Projectben.

## Olaszellenes rasszizmus
Néhány LMBT-tag olasz-amerikai az LMBT-közösségen belül tapasztalt olaszellenes diszkriminációról számolt be. Olasz-amerikai meleg férfiak, különösen sötétebb bőrűek csakúgy, mint szicíliai származású olasz-amerikaiak világosabb bőrű fehér emberektől tapasztalt szexuális eltárgyiasításról számoltak be. Hasonlóan ahhoz, ahogy néha feketéket, ázsiaiakat, latin-amerikaiakat ábrázolnak, az olasz férfiakat időnként a fehér ember vágya tárgyának, valamint egzotikusnak, jóvágásúnak, túlfűtöttnek és rendkívül szenvedélyesnek ábrázolnak. Ezek a szexuális sztereotípiák az olasz meleg férfiakról sűrűn előfordulnak melegpornóban is. Ugyanakkor a hetero olasz férfiakról is előfordulnak ilyen sztereotípiák.

## Romaellenes rasszizmus
Romaellenesség volt tapasztalható a nem roma LMBT-közösségen belül Romániában. Amikor Madonna elítélte a homofóbiát és a romaellenességet a 2008-as Sticky & Sweet Tourja alatt, sok román LMBT-tag írt honlapokon és blogokon az LMBT emberek és a roma emberek helyzetének összekapcsolása miatt. Számos LMBT-kommentelő és blogger az LMBT embereket tisztességes, civilizált emberekként említette, míg a roma embereket tolvajoknak és bűnözőknek, akik összeférhetetlenek a civilizált társadalommal.

## Fordítás
- Ez a szócikk részben vagy egészben  a   Racism in the LGBT community című angol Wikipédia-szócikk ezen változatának fordításán alapul.  Az eredeti cikk szerkesztőit annak laptörténete sorolja fel. Ez a jelzés csupán a megfogalmazás eredetét és a szerzői jogokat jelzi, nem szolgál a cikkben szereplő információk forrásmegjelöléseként.